# Nora B-52
Nora B-52 (Novo ORužje Artiljerije) služi kao samohodno topništvo ili samohodna haubica. Stvorena je zbog potrebe za novom, brzom i pokretnom samohodnom haubicom koja će se koristiti umjesto starog samohodnog topništva. Nora B-52 je dizajnirana sa 155 mm topom M84 NORA-B koji je montiran na kamion FAP-2632 ili sličnim s pogonom 8x8. Umjesto navedenog, može se ugraditi i D-20 top. Testiranja te haubice završena su s velikim uspjehom i entuzijazmom srpskih časnika te je započela njena aktivna proizvodnja. 
Srbija je također izjavila svoju namjeru za izvozom Nora B-52 samohodne haubice po Europi tijekom predstavljanja na sajmu oružja "Partner 2009" u Beogradu.

## Povijest
Sredina 1980-tih godina u Jugoslaviji (u vojnom smislu) bila je karakteristična, između ostalog i po intenzivnom razvoju topništva. Kod topništva, poslije uvođenja samohodne haubice sa 152 mm M84 topom (kodno ime: NORA-A) u naoružanje JNA, nastavljen je razvoj topništva. Sve to izvedeno je u skladu s taktičko-tehničkim zahtjevima tog doba.
To topništvo sačinjavale su tri varijante:
- vučna (NORA-A) - dužina cijevi od 39 kalibara,
- samohodna (NORA-B) - dužina cijevi od 45 kalibara i
- samopokretna (NORA-C).

Također, u isto vrijeme realiziran je program konverzije vučnog topa sovjetske proizvodnje 130 mm M48 u suvremeni topnički sustav od 155 mm s cijevi dužine 45 kalibara.
Upravo je samohodna varijanta (top-haubica) NORA-B ta koja je donijela priznanje i potvrdila status avangarde jugoslavenskim artiljerijskim stručnjacima. Taj koncept primjenjuje se i danas, te prema njemu tvrtka Yugoimport SDPR proizvodi novi i i redizajnirani model samohodne haubice - Nora B-52.
Nora-B predstavlja i prvo rješenje u svjetskim razmjerima u tzv. otvorenoj ugradnji top-haubice na točkastu platformu. Time je načinjen značajan zaokret u odnosu na do tada usvojen koncept samohodnog oružja kupolne ugradnje.
Originalni koncept razvoja samohodne haubice NORA-B oslanjao se na program konverzije ruskog topa 130 mm M-46. Taj program podrazumijevao je ugradnju konvertiranog topa kalibra 155 ili 152 mm s cijevi dužine 45 kalibara na šasiju kamiona velike prohodnosti -  FAP 2832. Korištenjem aerodinamički optimizirane municije s plinskim generatorom, osigurano je postizanje maksimalnih dometa do 39 km. Plinski generator smatra se jednim od uspješnijih razvojnih projekata jugoslavenske vojne industrije 1980-tih godina.

## Razvoj nakon raspada SFRJ
Raspadom SFRJ, stručnjaci Vojnotehničkog Instituta su kao rezultat analize suvremenih trendova u razvoju topnčkog oružja i potreba oružanih snaga SRJ, tokom 1990-tih godina nastavili razvoj u segmentu podsustava metka sa sagorivim monoblok barutnim punjenjem. Također, tražili su i novo rješenje za zatvarač sa sustavom samozaptivanja barutnih plinova i rotacijskim nosačem kapsula.
"Yugoimport SDPR" je krajem 1990-ih godina prepoznao razvojni i proizvodni potencijal te značajnu šansu za prodor na svjetsko tržište samohodnog topništva. Tvrtka je uložila napor koji je rezultirao razvojem značajnog suvremenog oružja. Uz to zadržan je i osnovni koncept ugradnje oružja na točkašku šasiju. Suvremena samohodna haubica nosi oznaku NORA-B52K1, te je rezultat višegodišnjih maksimalnih napora projektnog tima. Cijeli projekt finaliziran je u poduzeću "Lola-sistem", a uz puni angažman i suradnju s više srpskih vodećih poduzeća obrambene industrije (MBL Lučani, Sloboda, PPT i dr.).

## Karakteristike

### Karakteristike Nore B-52
Visoka efikasnost Nore B-52 postignuta je karakteristikama i razvojem sljedećih podsustava: 
- Balistički sustav zasniva se na cijevi kalibra 155 mm, dužine 52 kalibra, zapremine barutne komore od 23 litre, s dvokomornom plinskom kočnicom visoke efikasnosti. 
  - Barutna komora razvijena je na originalnom rješenju samozaptivanja, s revolverskim nosačem kapsula.
  - Razvijena je i obitelj suvremenih monoblok barutnih punjenja sa sagorivim čahurama. Također, u razvoju je obitelj modularnih barutnih punjenja, u skladu s najnovijim standardima razvoj barutnog punjenja u zemljama EU.
  - Balistički sustav omogućava ostvarivanje maksimalnog dometa od 41 km korištenjem municije tipa ERFB-BB.
- Visoki nivo operativne pokretljivosti s maksimalnom brzinom od 80 do 100 km/h na kvalitetnijim putevima i do 25 km/h na putu makadamskog tipa. Kamion ima i sposobnost svladavanja vodenih prepreka, mekog i /ili raskvašenog zemljišta. Sve je to postiguto zahvaljujući sustavu za automatsku regulaciju pritiska u pneumaticima u funkciji tvrdoće terena.
- Visoka taktička pokretljivost omogućuje brzo zauzimanje vatrenog položaja na različitim vrstama terena.
- Bitno je istaknuti da samohodna haubica zadovoljava i zahtjeve strategijske pokretljivosti. S ukupnom masom od oko 28 tona, NORA-B se može efikasno transportirati avionima Iljušin-76 i drugim avionima te klase, željeznicom i sredstvima pomorskog transporta.
- Uvoden je hidraulički sustav za učvršćenje platforme topa pri radu, koji se satoji od četvorokrakog hidraulički preklapajućeg lafeta s ugrađenim amortizerima. Njime se upravlja iz kontrolne stanice smještene na boku vozila.
  - Cijev topa se hidraulički pokreće po azimutu i elevaciji. Time se smanjuje vrijeme potrebno za prelazak iz marševskog u borbeni položaj i obrnuto na svega 90 sekundi. Tako se značajno utječe na ukupnu efiaksnost oružja i sposobnost preživljavanja na bojištu kada dolazi do brzog protivničkog kontranapada.
- AutomatskI punjač omogućava robotizirano dovođenje projektila i barutnog punjenja na liniju punjenja i njihovo potiskivanje u ležište granate. Time se smanjuje nivo fizičkog opterećenja posade, postiže max. brzina gađanja od oko 6 granta u minuti, odnosno mogućnost opaljenja tri granate za 20 sekundi.
  - Automatski punjač sadrži dva spremnika s automatskim obrtno - karuselskim nosačima municije, smještenim sa svake strane haubice, koji sadrže 12 projektila (desni) i 12 punjenja (lijevi spremnik) spremnih za ratnu upotrebu.
  - Također, tu su i 24 projektila i punjenja smještena u modularnom spremniku smještenom iza kabine samohodne haubice. Omogućeno je brzo dopunjavanmje spremnika punjača, uz minimalno naprezanje posade.
- Automatizacijom svih funkcija pokretanja haubice po pravcu i elevaciji (automatsko dovođenje haubice u nišansku liniju na osnovu podataka dobivenih od veze), utječe se na:
  - izuzetno skraćivanje vremena od prelaska iz marševskog u borbeni položaj do opaljenja prvog projektila,
  - povećanje brzine gađanja,
  - mogućnost gađanja gornjom grupom uglova do 650 elevacije i
  - postizanje mogućnosti manevra vatrom (jednovremeno pristizanje tri projektila na cilj).
- Mogućnost djelovanja u:
  - osnovnom sektoru,
  - suprotnom smjeru vožnje, kao i
  - u pomoćnom, preko kabine vozača.
- Uvođenje suvremenog sustava za upravljanje topom s komandno informacijskim sustavom. Time je omogućeno integriranje samohodne haubice NORA-B 52K1 u suvremeno topništvo.
- Mogućnost maksimalnog stupnja iskoristivosti ranije navedenih visokih karakteristika borbene vrijednosti haubice, od visoke operativne pokretljivosti, velikog dometa, velike brzine gađanja do maksimalne automatizacije svih relevantih funkcija. 
  - Nora B-52 omogućava maksimalnu optimizaciju kompletne procedure gađanja, koja obuhvaća promatranje bojišta uz mogućnost brzog prijenosa svih relevantih podataka o ciljevima do komandog mjesta.
  - Tu su i dodatne sposobnosti kao što su: sposobnost brzog izbora ciljeva i proračun elementa gađanja, te prijenos elemenata gađanja do haubice.
- Suvremeni komandno informacijski sustav, zasnovan je na suvremenoj informaciskoj tehnologiji i osobno razvijenim softverima. Time se omogućava komunikacija u kontinuitetu sa svim elementima topištva i razmjena svih relevantinih informacija potrebnih za izvođenje borbenog zadatka. Sve to uz minimizaciju potrebnog vremena.
- Kompketna samohodna haubica, zajedno s navedenim osobinama sredstva, omogućava integraciju haubice sa svim normama i standardima NATO-a.

### Posada
Nora B-52 za svoje funkcioniranje treba posadu od svega 4-5 ljudi. Ranije je za takvu samohodnu haubicu bila potrebna posada od 10 ljudi. Ovim se uvelike smanjuje broj profesionalnih pripadnika oružanih snaga. Time su stvoreni ekonomski prihvatljivi troškovi jer su profesionalni vojnici skupi. Ekonomska prihvatljivost povećava se i jednostavnošću održavanja ovakvog oblika samohodnog topništva. 

### Važnost samohodne haubice
Visoke karakteristike borbene vrijednosti sredstva omogućuju da se s relativno malim brojem ovakvih sredstava značajno podigne ukupna vatrena moć topništva. 
Samohodna haubica (topništvo) važna je zbog više razloga:
- samohodna haubica zbog svoje pokretljivosti omogućava brzo samostalno premještanje s jednog kraja vojnog polja na drugi,
- takav oblik topništva ima veliku brzinu zauzimanja vatrenog položaja,
- mogućnost neprekidne komunikacije i razmjene svih relevantih informacija o ciljevima, osobnim položajima i drugog sa svim elementima borbenog poretka i neprekidnu komunikaciju sa svim zapovjednim razinama,
- brzi proračun elemenata gađanja,
- velika brzina gađanja uz mogućnost manevra vatrom i dr.

Ukupni koncept samohodne haubice Nora B-52 realiziran je uz maksimizaciju odnosa cijena - efikasnost, odnosno omogućuje postizanje maksimalnih karakteristika, uz razmjerno nizak nivo ukupnih ulaganja.

## Opremanje samohodne haubice
U moderno doba vrši se modernizacija nacionalnih vojski suvremenijim, znatno efikasnijim i novim borbenim sustavima vojnog topništva. Jedan od takvih je i samohodna haubica Nora B-52.
Jedna od važnijih karika modernih samohodnih haubica je i tzv. "informatički umreženo ratovanje" (eng. network centric warfare). Taj koncept zasnovan je na potpunom mrežnom povezivanju svih dijelova vodova na bojištu koji obično kombiniraju sva tri vida oružanih snaga (kopnene, zračne i pomorske snage). Također, umreženi su svi raspoloživi senzori izviđačkih jedinica kao i jedinica u neposrednom kontaktu s neprijateljem te jedinica za vatrenu i logističku podršku. Time je stvorena jedinstvena virtualna slika bojišta koja značajno povećava ono što se u doslovnom prijevodu zove "spoznaja borbene situacije" (eng. situation awareness). 
Ovime se znatno:
- ubrzava komunikacija,
- povećava dinamika operacije i
- omogućava bolje iskorištavanje vatrenih mogućnosti manjeg broja suvremenih borbenih sustava.

Sve to, u konceptualnom smislu, dovodi do povećanja i proširenja upotrebe sredstava za posredno gađanje kao što su topništvo i razne vrste precizno navođenih projektila lansiranih sa zemlje, zračnih i mornaričkih platformi.

## Korisnici
- Bangladeš: 18 vozila je naručeno u prosincu 2011.[1]
- Mjanmar: 36 dostavljenih samohodnih haubica.
- Kenija: 20 naručenih samohodnih haubica 2009.[2] Danas ih je u službi 30.

## Vanjske poveznice
- Military-Today.com  Arhivirana inačica izvorne stranice od 8. siječnja 2015. (Wayback Machine)
- Yugoimport.com[neaktivna poveznica]
- Stranice ministarstva obrane RS
- politika.rs